# Migas gatenbyi
Migas gatenbyi är en spindelart som beskrevs av Wilton 1968. Migas gatenbyi ingår i släktet Migas och familjen Migidae. Inga underarter finns listade i Catalogue of Life.